# Ogoru, Călărași
Ogoru (în trecut a avut mai multe nume: Rainicu, Caragiale, Dascălu) este un sat în comuna Dor Mărunt din județul Călărași, Muntenia, România. Se află în Câmpia Ialomiței. Localitatea este situată la 5 km de Lehliu-Gară și la 2 km de autostrada A2, fiind străbătută de DN3A. Ogorul denumit asa in timpul comunismului s-a numit la inceput Rainicu deoarece satul s-a format pe mosia boierului Rainicu, boierul dandu-le muncitorilor locuri de casa pe mosia sa. Oameni si-au construit bordeie in pamant. Mai tarziu pe vremea comunistilor satul a fost puternic industrializat respectiv o ferma mare de bovine.